# Rainer Wahl
Rainer Wahl (* 4. Juli 1941 in Heilbronn) ist ein deutscher Rechtswissenschaftler.
Wahl studierte Rechtswissenschaft an den Universitäten Heidelberg und Bonn. Während des Studiums wurde er Mitglied der Burschenschaft Frankonia Heidelberg. Er promovierte 1969 in Heidelberg zum Thema Stellvertretung im Verfassungsrecht und wurde 1976 in Bielefeld bei Ernst-Wolfgang Böckenförde mit einer Arbeit zum Thema Rechtsfragen der Landesplanung und Landesentwicklung habilitiert. Nach einer Professur 1977/78 an der Universität Bonn lehrte er seit 1978 an der Universität Freiburg auf dem Lehrstuhl für Staats- und Verwaltungsrecht, Verwaltungswissenschaft und Neuere Verfassungsgeschichte. 1983/84 war er Dekan und von 1985 bis 1987 Prorektor an der Universität Freiburg.
Rainer Wahl ist Mitglied im Arbeitskreis für Umweltrecht. Von 1993 bis 1996 war er Mitglied im Senatsausschuss für Umweltforschung der Deutschen Forschungsgemeinschaft. 1996 gründete er das Forschungszentrum für deutsches und internationales Umweltrecht, dessen Sprecher er ist. Nach dem Sommersemester 2006 wurde er emeritiert. Zu seinem Nachfolger wurde Johannes Masing auf den Lehrstuhl berufen.
Im Jahre 1983 vertrat er die Beschwerdeführer bei der Klage gegen die Auflösung des Bundestages durch die Vertrauensfrage.
Wahl ist Mitglied der Vereinigung für Verfassungsgeschichte. Sein ältester Doktorand war Harry Siegmund.
Im September 2019 gehörte er zu den etwa 100 Staatsrechtslehrern, die sich mit dem offenen Aufruf zum Wahlrecht Verkleinert den Bundestag! an den Deutschen Bundestag wandten.

## Schriften (Auswahl)
- Stellvertretung im Verfassungsrecht. Duncker & Humblot, Berlin 1971.
- Rechtsfragen der Landesplanung und Landesentwicklung. Duncker & Humblot, Berlin 1976.
- mit Georg Hermes: Nationale Kernenergiepolitik und Gemeinschaftsrecht. Die Bindungen des Euratom- und des EG-Vertrages für einen Verzicht auf die Wiederaufarbeitung und einen Ausstieg aus der wirtschaftlichen Nutzung der Kernenergie. Werner, Düsseldorf 1995.
- Verfassungsstaat, Europäisierung, Internationalisierung. Suhrkamp, Frankfurt/M. 2003.
- Herausforderungen und Antworten: Das Öffentliche Recht der letzten fünf Jahrzehnte. De Gruyter, Berlin 2006.